# Filippos Karvelas
Filippos Karvelas (em grego:  Φίλιππος Καρβελάς; Atenas, 1877 – 1952) foi um ginasta grego que competiu em provas de ginástica artística.
Nos Jogos de Atenas, disputados "em casa", Karvelas competiu apenas por equipes nas barras paralelas. Na disputa, foi um membro da equipe formada ainda por Ioannis Mitropoulos, Dimitrios Loundras e Ioannis Chrysafis, segunda colocada no evento, após ser superada pela Alemanha de Carl Schuhmann.